# Obermöschach
Obermöschach je naselje občine Šmohor - Preseško jezero v okraju Šmohor na Koroškem v Avstriji.